# De Andere Krant
De Andere Krant is een Nederlandse krant die zowel online als in gedrukte vorm verschijnt.

## Geschiedenis en uitgever
De krant werd opgericht in 2018 op initiatief van de pro-Russische vredesactiviste Madeleine Klinkhamer. Een deel van het startkapitaal kwam van Jan Rijkebroer, oprichter van Azor. De krant wordt uitgegeven door de Stichting KnowledgeMatters te Amsterdam en is in Nederland en Vlaanderen te verkrijgen. De eerste hoofdredacteur was Sander Compagner, die in september 2021 werd opgevolgd door Karel Beckman. Compagner is tevens uitgever van het blad en voorzitter van het stichtingsbestuur. Hij is daarnaast voorzitter van de Vereniging van Vrije Journalisten (VVJ).

## Verspreiding en uitgaven
De krant kent ruim 12.000 abonnees (mei 2023) en wordt verkocht via 1000 verkooppunten. Mensen voor wie het abonnement te duur is kunnen in aanmerking komen voor een gratis abonnement, dat betaald wordt uit donaties. Het periodiek verscheen aanvankelijk tweemaandelijks in wisselende oplagen, variërend van 50.000 tot 500.000 (mei 2020) en 1,1 miljoen in de zomer van 2020. Ze werd toen vooral huis aan huis verspreid. Met die oplage was het een van de grotere gedrukte media in Nederland. Sinds oktober 2021 verschijnt de krant wekelijks en is het mogelijk een abonnement te nemen. De Andere Krant maakt sinds november 2021 ook een podcast, waarin vergelijkbare thema's aan de orde komen als in krant zelf.
In maart 2022 werd in aanloop naar de gemeenteraadsverkiezingen van 16 maart 2022 een eenmalige huis-aan-huis uitgave verspreid in een oplage van naar verluidt 5,9 miljoen onder de titel Hoe Nu Verder in samenwerking met onder andere Café Weltschmerz en blckbx. Verspreiding en publiciteit worden georganiseerd door de Stichting Gezond Verstand, die ook het tijdschrift Gezond Verstand uitgeeft. De website van Hoe Nu Verder? werd geregistreerd op 31 januari 2022 door de Stichting Gezond Verstand en was ten minste sinds 16 februari online. Het contactadres en telefoonnummer op de website zijn dezelfde als die van de Stichting Gezond Verstand. Voor klachten over de verspreiding wordt verwezen naar het telefoonnummer van de Stichting Gezond Verstand. De verspreiding werd ondersteund met radioreclame en een geldinzamelingsactie. Doelstelling van de uitgave was het voorleggen van de vraag "welke richting we op willen en kunnen met onze samenleving", het bieden van alternatieven en een platform voor debat. In de krant werd opgeroepen op lokale partijen te stemmen teneinde hegemonie van de grote partijen te doorbreken, zich aan te sluiten bij lokale initiatieven en de eigen intuïtie te volgen. Gesteld werd dat de Nederlandse politiek "een aanhangsel lijkt te zijn geworden van wat in het buitenland wordt besloten" en er wordt verwezen naar de Great Reset. Gepleit werd voor invoering van directe democratie en een bindend referendum. De bijdragen bevatten verder kritiek op vermeende overheidsdwang en gingen in op maatschappelijke problemen die als zorgwekkend worden ervaren. De bijbehorende website bevat onder andere links naar antivaccinatieplatforms, alternatieve media en complotwebsites.

## Standpunten
Het periodiek zegt een andere kijk op de werkelijkheid te bieden. Ze vermeldt als doel "Het publieke debat te verbreden en de Andere Kant van het nieuws te tonen. Waar veel media meer onderdeel van het machtssysteem (b)lijken in plaats van deze macht kritisch te volgen zijn wij totaal onafhankelijk".

## Kritiek
In een beschouwing weerlegde het BNNVARA-programma Alicante enkele door de krant geponeerde feiten omtrent corona. Hoofdredacteur Sander Compagner bracht hier tegenin dat het programma zich baseerde op bronnen "zoals het RIVM en de WHO", die volgens hem niet betrouwbaar zouden zijn.
NRC veronderstelde in meerdere publicaties een connectie met Rusland, hetgeen door de redactie van De Andere Krant werd weersproken. Door het crowdfundingmodel is volgens NRC niet te controleren hoe De Andere Krant wordt gefinancierd. Ook onthulde NRC dat een wegens antisemitische uitlatingen bekend staande activist garant stond voor de financiering van de eerste uitgave. Een klacht over deze onthulling bij de Raad voor de Journalistiek in 2018 werd niet gehonoreerd. In de eerste editie liet De Andere Krant zich in lovende woorden uit over president Vladimir Poetin en presenteerde de krant een pro-Russische weergave van de annexatie van de Krim, de oorlog in Oost-Oekraïne en de Russische steun voor de Syrische president Assad. Bij de speciale MH17-editie van De Andere Krant zouden volgens NRC-bronnen Russische overheidsfunctionarissen betrokken zijn.
De Andere Krant wordt door verschillende onderzoekers bestempeld als verspreider van complottheorieën. In een bespreking werd Ben de Jong, een onderzoeker van Universiteit Leiden, aangehaald die spreekt van desinformatie. Het tv-programma Argos Medialogica besteedde op 28 mei 2023 aandacht aan de banden van de krant met verschillende complotdenkers en de onkritische aandacht die het blad aan complottheorieën zou geven. De hoofdredacteur van de krant beschuldigde daarop de makers van een "pijnlijk gebrek aan zelfreflectie".
De uitgave werd ook onderzocht door de eenheid Land Information Manoeuvre Centre (LIMC). Deze eenheid was vanwege de coronacrisis opgericht om meer zicht te krijgen op de verspreiding van desinformatie. Deze dienst van de Nederlandse krijgsmacht verzamelde en analyseerde gegevens om te voorspellen waar in het land een coronagolf of maatschappelijke onrust zou kunnen ontstaan. In dat kader werden onder meer de distributiepunten van De Andere Krant in kaart gebracht.
Hoofdredacteur Karel Beckman stelde zelf dat hij in april 2022 afstand heeft genomen van de pro-Russische koers van het zusterblad Gezond Verstand. De krant publiceert echter ook berichten die de oorlogskoers van Poetin ondersteunen, zoals een artikel van 29 juni 2022 van journalist Eric van de Beek, die volgens onderzoekscollectief Bellingcat eerder met de Russische militaire inlichtingendienst GROe zou hebben samengewerkt. Van de Beek heeft dit laatste tegengesproken, maar de Raad voor de Journalistiek heeft vastgesteld dat een Russische inlichtingendienst wel degelijk invloed heeft gehad op het persbureau waarvoor hij werkte. De burgerjournalist van Bellingcat die met de beschuldigingen is gekomen, is door de Russische overheid wegens smaad vervolgd en moest zijn land ontvluchten.